# Tuesday Knight
Tuesday Lynn Knight (17 de fevereiro de 1969) é uma atriz e cantora americana. Interpretou Kristen Parker no filme de  1988 A Nightmare on Elm Street 4: The Dream Master. Ela apareceu como ela mesma em Wes Craven's New Nightmare, também participou do filme Sex and the City 2.

## Filmografia

### Televisão
- Fame (série) (Suzi Detroit, 1984; episódio: "The Monster That Devoured Las Vegas")
- General Hospital (Val, 1987)
- The Facts of Life (Amy, 1988; episódio: "Let's Face the Music")
- Matlock (Abby Smith, 1989; episódio: "The Starlet")
- 2000 Malibu Road (Joy Rule, 1992)
- Law & Order (Candy, 1995; episódio: "Humiliation")
- Profiler (série) (Morissa, 1996; episódio: "I'll Be Watching You")
- The X-Files (Jackie Gurwitch, 1999; episódio: "Trevor")

### Filmes
- Promised a Miracle (1988) (TV)
- A Nightmare on Elm Street 4: The Dream Master Kristen Parker, 1988
- The Preppie Murder (1989) (TV)
- Teach 109 (1990)
- Who Killed Baby Jesus? (1992)
- The Prom (1992)
- Mistress (1992)
- Calendar Girl (1993)
- Cover Story' (1993)
- Wes Craven's New Nightmare (1994)
- Cool and the Crazy (1994)
- The Babysitter (1995)
- Star Witness (1995)
- Strike Back (1995)
- Beast City (1996)
- The Fan (1996) (1996)
- The Hindsight (1996)
- The Cottonwood (1996)
- Telling Lies in America (1997)
- Brother (2000)
- Theory of the Leisure Class  (2001)
- Daddy and Them (2001)
- Sweet Underground (2004)
- Diamond Zero a.k.a. IceMaker (2005)
- 'Sex and the City 2(2010)